# The Sentinels
The Sentinels är klippor i Sydgeorgien och Sydsandwichöarna (Storbritannien). De ligger i den nordvästra delen av Sydgeorgien och Sydsandwichöarna.
Terrängen runt The Sentinels är huvudsakligen kuperad, men den allra närmaste omgivningen är platt. Havet är nära The Sentinels åt nordost.  Det finns inga samhällen i närheten. Trakten runt The Sentinels består i huvudsak av gräsmarker.